# OFK 페트로바치
OFK 페트로바치(Omladinski fudbalski klub Petrovac)는 몬테네그로 페트로바츠나모루를 연고로 하는 몬테네그로의 축구단이다. 1969년에 정식 창단되었으며, 현재 몬테네그로 1부 리그에 참가하고 있다.

## 우승 기록

### 컵
- 몬테네그로컵

● 우승 (1): 2008-09
● 준우승 (1): 2014-15

## 같이 보기
- 몬테네그로 1부 리그